# اریز ۱
اَریز ۱ یا اِریز ۱ (به انگلیسی: Ares 1) نام پرتابه سرنشین دار ایالات متحده و بخشی از برنامه پیکر آسمانی بود. طراحی این پرتابه زیر نظر ناسا در حال پیشرفت بود اما توسط باراک اوباما در سال ۲۰۱۰ کنسل گردید.